# Robert Herrick

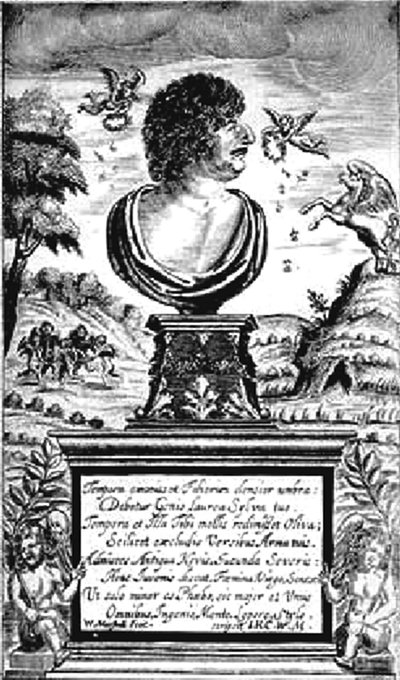
Titelblad van Hesperides

Robert Herrick (gedoopt Londen, 24 augustus 1591 – begraven Dean Prior, Devon, 15 oktober 1674) was een Engels dichter, die wordt gerekend tot de Cavalier poets.
Herrick werd geboren in het Londense Cheapside als zevende kind van een goudsmid. Zijn vader overleed toen Robert een jaar oud was als gevolg van een val uit het raam. In 1607 ging hij in de leer bij zijn oom William Herrick, die ook goudsmid was. Zes jaar later, op 22-jarige leeftijd, besloot hij alsnog te gaan studeren. In 1620 studeerde hij af van Trinity Hall, Universiteit van Cambridge, en keerde hij terug naar Londen, waar hij kennismaakte met onder meer Ben Jonson, van wie hij een groot bewonderaar (en navolger) was. In deze periode werd hij ook bekend als dichter, hoewel hij nog niet publiceerde. Ergens tussen 1623 en 1625 werd hij geestelijke en vergezelde George Villiers als kapelaan tijdens diens slecht afgelopen expeditie naar het Île de Ré. In 1629 schonk Karel I hem een positie als priester in Dean Prior in het diocees Exeter. Hier leidde hij 18 jaar lang een rustig bestaan en schreef hij zijn beste werk. Toen hij echter weigerde de Solemn League and Covenant te onderschrijven, die een verdere hervorming van de kerk op presbyteriaanse grondslag beoogde, verloor hij zijn positie. Hij keerde weer terug naar Londen, waar hij door familieleden werd onderhouden en zich bezighield met de voorbereiding van zijn eerste publicatie.
In 1662, na het herstel van het koningschap kreeg hij op verzoek zijn positie terug van Karel II. Robert Herrick bracht de rest van zijn leven door in zijn parochie, waar hij in 1674 op 83-jarige leeftijd overleed. Hij is altijd ongetrouwd gebleven.

## Werk
Enkele gedichten van Herrick verschenen verspreid tijdens zijn eerste periode in Devon, maar in 1648 verscheen zijn belangrijkste werk onder the titel Hesperides; or the Works both Human and Divine of Robert Herrick Esq., opgedragen aan de Prince of Wales. Naast zijn wereldse poëzie is hierin vervat een verzameling religieuze gedichten onder de aparte titel Noble Numbers. Veel van zijn gedichten behandelen vrouwen, de liefde, het idyllische plattelandsleven, en het carpe diem-thema: het leven is mooi, maar kort, dus geniet ervan zolang het kan. Bijzonder eraan is dat hij niet, zoals andere dichters (Andrew Marvell, Ben Jonson) wilde verleiden tot wellust, maar het goede leven en de liefde wilde combineren met een christelijke levenshouding. Een goede illustratie hiervan is zijn gedicht "To the Virgins, to Make Much of Time":
Gather ye rosebuds while ye may,
Old Time is still a-flying;
And this same flower that smiles today,
Tomorrow will be dying.
Herricks werk raakte lange tijd in de vergetelheid, maar de belangstelling ervoor nam weer toe, toen in 1823 zijn complete werk opnieuw verscheen.